# UEFA Women's Nations League
UEFA Women's Nations League là giải đấu bóng đá nữ quốc tế hai năm một lần dành cho các đội tuyển quốc gia nữ của các hiệp hội thành viên thuộc UEFA, cơ quan quản lý bóng đá ở châu Âu.
Tương tư giải đấu dành cho nam, giải đấu của nữ bao gồm ba hạng đấu, với hệ thống thăng và xuống hạng giữa các phân hạng cùng với một vòng chung kết để xác định nhà vô địch. Giải đấu cũng đóng vai trò là một phần của quá trình vòng loại cho Giải vô địch bóng đá nữ châu Âu, Giải vô địch bóng đá nữ thế giới và Giải bóng đá nữ Thế vận hội, tùy theo mùa giải.

## Lịch sử
Vào ngày 2 tháng 11 năm 2022, Ủy ban điều hành UEFA đã phê duyệt một hệ thống thi đấu mới cấp độ đội tuyển quốc gia của nữ, trong đó có sự xuất hiện của một giải đấu Nations League dành cho nữ bắt đầu từ năm 2023. Hệ thống mới này là một phần trong chiến lược bóng đá nữ của UEFA giai đoạn 2019-2024 và được phê duyệt sau cuộc thảo luận giữa đại diện các quốc gia và đề xuất của Ủy ban bóng đá nữ UEFA. Giải Women's Nations League đóng vai trò là giai đoạn đầu tiên trong chu kỳ thi đấu của đội tuyển quốc gia nữ gồm hai phần, giai đoạn còn lại là vòng loại châu Âu cho Giải vô địch nữ châu Âu hoặc Giải vô địch bóng đá nữ thế giới.
Hệ thống mới được thiết kế nhằm tạo ra các trận đấu mang tính cạnh tranh hơn, trong đó các đội tuyển đối đầu với những đội tuyển khác có sức mạnh tương đương, đồng thời thúc đẩy sự quan tâm về thể thao và thương mại lớn hơn đối với bóng đá nữ. Tuy vậy, hệ thống này vẫn mang lại cơ hội cho tất cả các đội tuyển quốc gia đủ điều kiện tham dự các giải đấu quốc tế lớn.

## Định dạng
Giải đấu bắt đầu với vòng đấu bảng, trong đó các đội tuyển được chia thành ba phân hạng (A, B và C). Các hạng A và B đều bao gồm 16 đội với 4 bảng 4 đội, trong khi hạng C bao gồm các đội tuyển còn lại chia thành các bảng ba hoặc bốn đội. Các đội trong mỗi bảng thi đấu với nhau theo thể thức vòng tròn một lượt tính điểm. Bốn đội nhất bảng của hạng A sẽ tiến tới Vòng chung kết Nations League, được tổ chức tại các quốc gia tham dự, với các trận đấu loại trực tiếp một lượt trận. Vào những năm có Thế vận hội Mùa hè, vòng chung kết cũng sẽ xác định các đội đủ điều kiện tham dự giải bóng đá nữ tại Thế vận hội.
Ngoài ra, giải đấu còn có cơ chế thăng hạng và xuống hạng, có hiệu lực trong vòng loại Giải vô địch nữ châu Âu hoặc Giải vô địch bóng đá nữ thế giới mùa giải tiếp theo (cả hai giải đều có cấu trúc thi đấu giống hệt nhau). Đội đứng đầu bảng ở hạng B và C sẽ tự động được thăng hạng, trong khi các đội đứng thứ tư ở hạng A và B, cũng như đội đứng thứ ba có thứ hạng thấp nhất ở hạng B (có điều kiện kèm theo tùy vào số lượng đội tham dự), sẽ tự động xuống hạng. Các trận đấu tranh thăng hạng/xuống hạng cũng được thi đấu theo thể thức sân nhà và sân khách, diễn ra song song với vòng chung kết Nations League; đội thắng sẽ lên hạng cao hơn và đội thua xuống hạng thấp hơn. Đội đứng thứ ba của hạng A sẽ đấu với đội nhì hạng B, trong khi ba đội đứng thứ ba có thành tích tốt nhất ở hạng B sẽ đấu với ba đội nhì bảng của hạng C có thành tích tốt nhất (có điều kiện kèm theo tùy vào số lượng đội tham dự); đội thuộc phân hạng cao hơn sẽ được tổ chức trận lượt về.

### Liên kết với vòng loại châu Âu
Women's Nations League được liên kết với vòng loại cho Giải vô địch bóng đá nữ châu Âu và Giải vô địch bóng đá nữ thế giới. Vòng loại của cả hai giải đấu sử dụng cùng một hệ thống thi đấu như Women's Nations League, trong đó các đội được chia thành các hạng A, B và C. Các đội ở vòng loại được chia thành các hạng đấu dựa trên kết quả của giải Nations League trước đó. Kết quả của giai đoạn đấu nhóm tại vòng loại sẽ xác định đội nào giành quyền tham dự Euro hoặc World Cup nữ và đội nào tham gia vào vòng play-off. Ngoài ra, các đội được tự động thăng hạng và xuống hạng theo thể thức tương tự như ở Women's Nations League, mặc dù không có các trận đấu tranh thăng hạng/xuống hạng. Việc này sẽ quyết định thành phần các hạng đấu cho giải Women's Nations League kế tiếp.

## Kết quả

### Vòng chung kết
| Mùa               | Chủ nhà                     | Chung kết     | Chung kết | Chung kết | Play-off tranh hạng ba | Play-off tranh hạng ba | Play-off tranh hạng ba |
| Mùa               | Chủ nhà                     | Vô địch       | Tỷ số     | Á quân    | Hạng ba                | Tỷ số                  | Hạng tư                |
| ----------------- | --------------------------- | ------------- | --------- | --------- | ---------------------- | ---------------------- | ---------------------- |
| 2023–24 Chung kết | Pháp · Hà Lan · Tây Ban Nha | · Tây Ban Nha | 2–0       | · Pháp    | · Đức                  | 2–0                    | · Hà Lan               |

### Tham dự vòng chung kết theo đội tuyển
| Đội         | Vô địch  | Á quân   | Hạng ba  | Hạng tư  | Tổng |
| ----------- | -------- | -------- | -------- | -------- | ---- |
| Tây Ban Nha | 1 (2024) |          |          |          | 1    |
| Pháp        |          | 1 (2024) |          |          | 1    |
| Đức         |          |          | 1 (2024) |          | 1    |
| Hà Lan      |          |          |          | 1 (2024) | 1    |

## Thành tích của các đội tuyển theo mùa giải
Bảng này hiển thị thành tích tổng thể của mỗi đội tuyển trong từng mùa giải Nations League, bao gồm các giải đấu vòng loại Euro hoặc World Cup xen kẽ sử dụng cấu trúc giải đấu giống hệt nhau, và sự thăng hạng/xuống hạng của các đội giữa các hạng đấu.
Chú thích:
- 1  – Vô địch
- 2  – Á quân
- 3  – Hạng ba
- 4  – Hạng tư
- – Thăng hạng
- * – Thăng hạng sau loạt play-off thăng/xuống hạng
- – Không thay đổi
- * – Không thay đổi sau loạt play-off thăng/xuống hạng
- – Xuống hạng
- * – Xuống hạng sau loạt play-off thăng/xuống hạng
- Q – Giành quyền tham dự vòng chung kết UEFA Women's Nations League sắp tới
- P/R – Tham dự loạt play-off thăng/xuống hạng

| Đội tuyển quốc gia   | Mùa giải trong hạng đấu | Mùa giải trong hạng đấu | Mùa giải trong hạng đấu | Mùa giải               | Mùa giải               | Mùa giải               | Mùa giải            | Mùa giải            | Mùa giải            | Mùa giải               | Mùa giải               | Mùa giải               |
| Đội tuyển quốc gia   | Mùa giải trong hạng đấu | Mùa giải trong hạng đấu | Mùa giải trong hạng đấu | Nations League 2023–24 | Nations League 2023–24 | Nations League 2023–24 | Vòng loại Euro 2025 | Vòng loại Euro 2025 | Vòng loại Euro 2025 | Nations League 2025–26 | Nations League 2025–26 | Nations League 2025–26 |
| Đội tuyển quốc gia   | A                       | B                       | C                       | Lg                     | Hg                     | M                      | Lg                  | Hg                  | M                   | Lg                     | Hg                     | M                      |
| -------------------- | ----------------------- | ----------------------- | ----------------------- | ---------------------- | ---------------------- | ---------------------- | ------------------- | ------------------- | ------------------- | ---------------------- | ---------------------- | ---------------------- |
| Albania              | –                       | 1                       | 1                       | B                      | 32                     | Fall                   | C                   | 38                  |                     |                        |                        |                        |
| Andorra              | –                       | –                       | 2                       | C                      | 47                     | Giữ nguyên vị trí      | C                   | 51                  |                     |                        |                        |                        |
| Armenia              | –                       | –                       | 2                       | C                      | 51                     | Giữ nguyên vị trí      | C                   | 41                  |                     |                        |                        |                        |
| Áo                   | 2                       | –                       | –                       | A                      | 8                      | Giữ nguyên vị trí      | A                   | 7                   |                     |                        |                        |                        |
| Azerbaijan           | –                       | 1                       | 1                       | C                      | 37                     | Rise                   | B                   | 29                  |                     |                        |                        |                        |
| Belarus              | –                       | 1                       | 1                       | B                      | 30                     | Fall                   | C                   | 36                  |                     |                        |                        |                        |
| Bỉ                   | 2                       | –                       | –                       | A                      | 10                     | *                      | A                   | 16                  |                     |                        |                        |                        |
| Bosna và Hercegovina | –                       | 2                       | –                       | B                      | 21                     | *                      | B                   | 31                  |                     |                        |                        |                        |
| Bulgaria             | –                       | –                       | 2                       | C                      | 40                     | *                      | C                   | 45                  |                     |                        |                        |                        |
| Croatia              | –                       | 2                       | –                       | B                      | 23                     | *                      | B                   | 26                  |                     |                        |                        |                        |
| Síp                  | –                       | –                       | 2                       | C                      | 46                     | Giữ nguyên vị trí      | C                   | 50                  |                     |                        |                        |                        |
| Cộng hòa Séc         | 1                       | 1                       | –                       | B                      | 20                     | Rise                   | A                   | 12                  |                     |                        |                        |                        |
| Đan Mạch             | 2                       | –                       | –                       | A                      | 6                      | Giữ nguyên vị trí      | A                   | 5                   |                     |                        |                        |                        |
| Anh                  | 2                       | –                       | –                       | A                      | 5                      | Giữ nguyên vị trí      | A                   | 6                   |                     |                        |                        |                        |
| Estonia              | –                       | –                       | 2                       | C                      | 41                     | Giữ nguyên vị trí      | C                   | 46                  |                     |                        |                        |                        |
| Quần đảo Faroe       | –                       | –                       | 2                       | C                      | 50                     | Giữ nguyên vị trí      | C                   | 47                  |                     |                        |                        |                        |
| Phần Lan             | 1                       | 1                       | –                       | B                      | 18                     | Rise                   | A                   | 13                  |                     |                        |                        |                        |
| Pháp                 | 2                       | –                       | –                       | A                      | 2                      | Giữ nguyên vị trí      | A                   | 3                   |                     |                        |                        |                        |
| Gruzia               | –                       | –                       | 2                       | C                      | 48                     | Giữ nguyên vị trí      | C                   | 43                  |                     |                        |                        |                        |
| Đức                  | 2                       | –                       | –                       | A                      | 3                      | Giữ nguyên vị trí      | A                   | 2                   |                     |                        |                        |                        |
| Hy Lạp               | –                       | 1                       | 1                       | B                      | 29                     | Fall                   | C                   | 39                  |                     |                        |                        |                        |
| Hungary              | –                       | 2                       | –                       | B                      | 24                     | *                      | B                   | 27                  |                     |                        |                        |                        |
| Iceland              | 2                       | –                       | –                       | A                      | 9                      | *                      | A                   | 9                   |                     |                        |                        |                        |
| Israel               | –                       | 1                       | 1                       | C                      | 35                     | Rise                   | B                   | 30                  |                     |                        |                        |                        |
| Ý                    | 2                       | –                       | –                       | A                      | 7                      | Giữ nguyên vị trí      | A                   | 8                   |                     |                        |                        |                        |
| Kazakhstan           | –                       | –                       | 2                       | C                      | 44                     | Giữ nguyên vị trí      | C                   | 48                  |                     |                        |                        |                        |
| Kosovo               | –                       | 1                       | 1                       | C                      | 36                     | Rise                   | B                   | 32                  |                     |                        |                        |                        |
| Latvia               | –                       | –                       | 2                       | C                      | 38                     | *                      | C                   | 44                  |                     |                        |                        |                        |
| Litva                | –                       | –                       | 2                       | C                      | 42                     | Giữ nguyên vị trí      | C                   | 42                  |                     |                        |                        |                        |
| Luxembourg           | –                       | –                       | 2                       | C                      | 43                     | Giữ nguyên vị trí      | C                   | 37                  |                     |                        |                        |                        |
| Malta                | –                       | 1                       | 1                       | C                      | 34                     | Rise                   | B                   | 28                  |                     |                        |                        |                        |
| Moldova              | –                       | –                       | 2                       | C                      | 49                     | Giữ nguyên vị trí      | C                   | 49                  |                     |                        |                        |                        |
| Montenegro           | –                       | –                       | 2                       | C                      | 39                     | *                      | C                   | 35                  |                     |                        |                        |                        |
| Hà Lan               | 2                       | –                       | –                       | A                      | 4                      | Giữ nguyên vị trí      | A                   | 10                  |                     |                        |                        |                        |
| Bắc Macedonia        | –                       | –                       | 2                       | C                      | 45                     | Giữ nguyên vị trí      | C                   | 40                  |                     |                        |                        |                        |
| Bắc Ireland          | –                       | 2                       | –                       | B                      | 26                     | *                      | B                   | 21                  |                     |                        |                        |                        |
| Na Uy                | 2                       | –                       | –                       | A                      | 12                     | *                      | A                   | 4                   |                     |                        |                        |                        |
| Ba Lan               | 1                       | 1                       | –                       | B                      | 19                     | Rise                   | A                   | 15                  |                     |                        |                        |                        |
| Bồ Đào Nha           | 1                       | 1                       | –                       | A                      | 13                     | Fall                   | B                   | 19                  |                     |                        |                        |                        |
| Cộng hòa Ireland     | 1                       | 1                       | –                       | B                      | 17                     | Rise                   | A                   | 14                  |                     |                        |                        |                        |
| România              | –                       | 1                       | 1                       | B                      | 31                     | Fall                   | C                   | 34                  |                     |                        |                        |                        |
| Scotland             | 1                       | 1                       | –                       | A                      | 15                     | Fall                   | B                   | 22                  |                     |                        |                        |                        |
| Serbia               | –                       | 2                       | –                       | B                      | 22                     | *                      | B                   | 20                  |                     |                        |                        |                        |
| Slovakia             | –                       | 2                       | –                       | B                      | 25                     | *                      | B                   | 25                  |                     |                        |                        |                        |
| Slovenia             | –                       | 1                       | 1                       | B                      | 28                     | Fall                   | C                   | 33                  |                     |                        |                        |                        |
| Tây Ban Nha          | 2                       | –                       | –                       | A                      | 1                      | Giữ nguyên vị trí      | A                   | 1                   |                     |                        |                        |                        |
| Thụy Điển            | 2                       | –                       | –                       | A                      | 11                     | *                      | A                   | 11                  |                     |                        |                        |                        |
| Thụy Sĩ              | 1                       | 1                       | –                       | A                      | 14                     | Fall                   | B                   | 18                  |                     |                        |                        |                        |
| Thổ Nhĩ Kỳ           | –                       | 1                       | 1                       | C                      | 33                     | Rise                   | B                   | 24                  |                     |                        |                        |                        |
| Ukraina              | –                       | 2                       | –                       | B                      | 27                     | *                      | B                   | 23                  |                     |                        |                        |                        |
| Wales                | 1                       | 1                       | –                       | A                      | 16                     | Fall                   | B                   | 17                  |                     |                        |                        |                        |

Tính đến 9 tháng 4 năm 2024